# Roussospíti
 (avril 2012).
Si vous disposez d'ouvrages ou d'articles de référence ou si vous connaissez des sites web de qualité traitant du thème abordé ici, merci de compléter l'article en donnant les références utiles à sa vérifiabilité et en les liant à la section « Notes et références ».
Roussospíti est une localité de Crète (programme Kallikrates).

## Histoire
Situé à 9 km au sud de Réthymnon, à une altitude de 300 mètres, le village a été construit au XIIe siècle par les Vénitiens, comme les bâtiments vénitiens dans le village (arcs, portes, fontaines) en témoignent. En ce temps-là, une maison “rousso” (rouge) aurait été construite dans le village, d'où son nom. Il y a une autre version selon laquelle cette maison aurait été construite par une Russe (Roussa).
Population de Roussospíti 
| 1913 | 1920 | 1928 | 1940 | 1951 | 1961 | 1971 | 1981 | 1991 | 2001 |
| ---- | ---- | ---- | ---- | ---- | ---- | ---- | ---- | ---- | ---- |
| 372  | 400  | 358  | 358  | 353  | 272  | 195  | 174  | 257  | 374  |

## Architecture locale
Dans le village de maisons vénitiennes ont été conservées. La plus impressionnante est celle à côté de l'église de la Vierge Marie qui est de trois étages avec un passage voûté au rez-de-chaussée.
L’église de Notre-Dame de Roussospíti est une petite église d'une seule pièce, comme la plupart des églises de Crète. Construite au début du XIVe siècle, elle a ensuite été agrandie. Elle est ornée de fresques, et on peut y observer les vestiges d’une tombe monumentale. Le Christ de la Crucifixion est l'un des meilleures fresques conservées de l'église et l'une des formes les plus dynamiques de l'art crétois.
Dans le village il y a une fontaine célèbre qui date du XVIIe siècle, appelée « Gerola », « la gracieuse » .

## Fêtes
La fête du village est la Sainte-Parascève (26 juillet) à qui l'église du village est dédiée.

## Notes et références

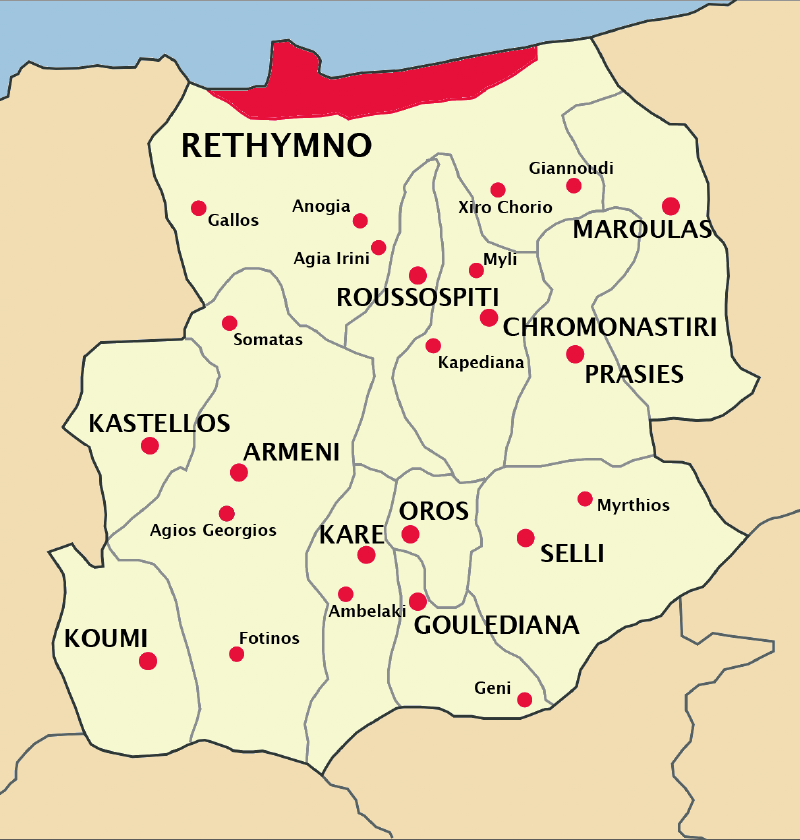